# Adamierz (Petite-Pologne)
Pour les articles homonymes, voir Adamierz.
Adamierz (prononciation : [aˈdamjɛʂ]) est une localité polonaise de la gmina d'Olesno, située dans le powiat de Dąbrowa en voïvodie de Petite-Pologne.